# Колония-поселение
Колония-поселение в России — разновидность пенитенциарных учреждений, в которых отбывают наказание осуждённые к лишению свободы за преступления, совершённые по неосторожности, а также лица, впервые совершившие умышленное преступление небольшой или средней тяжести. Отличаются относительно мягкими условиями содержания осуждённых, которым разрешён выход на работу за пределы самой "зоны".
Колонии-поселения расположены главным образом в лесных северных и восточных регионах страны, а также в сельской местности. Нередко при крупных колониях строгого и общего режима образуют небольшие участки, функционирующие в качестве колонии-поселения. Для организации деятельности колоний-поселений выделяются средства из федерального бюджета.

## История
Прообразом колоний-поселений стал Переходный исправительно-трудовой дом. По Указу Президиума Верховного Совета РСФСР от 26 июня 1963 г. были образованы исправительно-трудовые колонии-поселения. С 1997 г. они носят название колонии-поселения. Уголовно-исполнительный кодекс РФ 1997 г. предусматривал колонии-поселения 2 типов:
- для лиц, совершивших преступление по неосторожности и осуждённых на срок не более 5 лет;
- для положительно характеризующихся заключённых, переведенных из колоний общего и строгого режима.

Впоследствии, в колонии-поселения стали направлять лиц, впервые совершивших преступления небольшой и средней тяжести, а также осуждённым по статьям, максимальный срок лишения свободы по которым составляет не более 5 лет.

## Особенности
По общему правилу осуждённый не берётся под стражу при вынесении приговора и следует самостоятельно за счёт государства. Однако, ранее арестованные направляются в колонию-поселение под конвоем.
Название является плеоназмом, так как колония и означает поселение.
Вероятность назначения несовершеннолетним (на момент совершения преступления) мала, так как в общем порядке из воспитательной колонии попадают в колонию общего режима (и при внесении приговора когда на момент вынесения уже исполнилось 18 лет также могут посчитать это правило), либо остаются на хозработы в СИЗО. Однако, имелись прецеденты вынесения приговоров с направлением в колонию-поселение лицам, бывшим несовершеннолетними на момент совершения преступления.
Если санкцией предусмотрены исправительные работы, то 2 года исправительных работ заменяются на 8 месяцев колонии-поселения (за вычетом отработанного при уклонении и отсиженного в СИЗО, хотя отправлять в изолятор не обязаны и в этом случае), однако если по другому преступлению общего режима то будет иметь приоритет общий.

## Условия содержания
Согласно ст. 129 УИК РФ, осуждённые в колониях-поселениях содержатся без охраны, но под надзором администрации колонии. В часы от подъёма до отбоя они пользуются правом свободного передвижения на территории колонии-поселения, с разрешения администрации могут передвигаться на работу в контрагентскую организацию под надзором за пределы колонии. Осуждённым может быть разрешено проживание со своими семьями не только на территории колонии-поселения, но и вне её, но на практике это сводится к совместному проживанию осуждённых матерей, не лишённых родительских прав, с детьми дошкольного возраста.
Осуждённым, содержащимся в колонии-поселении, разрешается иметь наручные часы, зажигалки, наличные деньги и обручальные кольца; женщины могут пользоваться косметикой, а мужчины - отращивать бороду длиной до 4 см и усы. Осуждённые носят обычную одежду, за исключением форменной верхней одежды по сезону и спецодежды на производстве, которые предоставляются администрацией колонии-поселения (однако в ШИЗО надевают робы). Однако, в некоторых колониях предписана униформа определённого образца для осуждённых. За хорошее поведение и выполнение норм на производстве осуждённым разрешается выходить за пределы колонии-поселения без конвоя на 2 часа в неделю. Особо отличившимся осуждённым разрешают кратковременный отпуск для встречи с родственниками.
В колониях-поселениях запрещены мобильные телефоны, однако осуждённым предоставляется право на ежедневный телефонный звонок родственникам, близким и друзьям длительностью не более 15 минут. Не имеющие взыскания осуждённые имеют право на краткосрочные свидания с родственниками каждую неделю.

## Проблемы
В колонии-поселении могут содержаться и мужчины, и женщины. На территории Российской Федерации есть немало колоний-поселений, в которых отбывают наказание категории лиц, которые по общему правилу должны содержаться отдельно друг от друга, например, лицо, совершившее преступление небольшой или средней тяжести, может отбывать лишение свободы с осужденным, переведённым из колоний общего или строгого режима за хорошее поведение. Это негативно сказывается на психологической обстановке заключённых.

## Свидетельство очевидцев
Федор Крестовый, сиделец и писатель, по роману которого снят фильм «Каникулы строгого режима», в своих воспоминаниях описывал российские колонии-поселения 1990-х годов для повторно осужденных в самых мрачных красках. Кубанская активистка Дарья Полюдова, осужденная на два года за призывы к сепаратизму и экстремизму, описывала быт и нравы в колонии-поселении № 10 в Новороссийске для «первоходов», её отзывы положительно отличаются от ужасных условий в других колониях-поселениях, например, колонии-поселении № 11 в Оренбургской области.
В декабре 2019 года совершил побег из суда осужденный Шавкат Султанов, содержащийся в КП №8 УФСИН России по Санкт-Петербургу и Ленинградской области. После задержания он заявил, что «совершил побег из-за нежелания отбывать дальнейшее наказание в колонии-поселении №8», где для него создавались невыносимые условия содержания. Колония-поселение находится в здании бывшего изолятора «Кресты».